# 風力原動機メーカー一覧

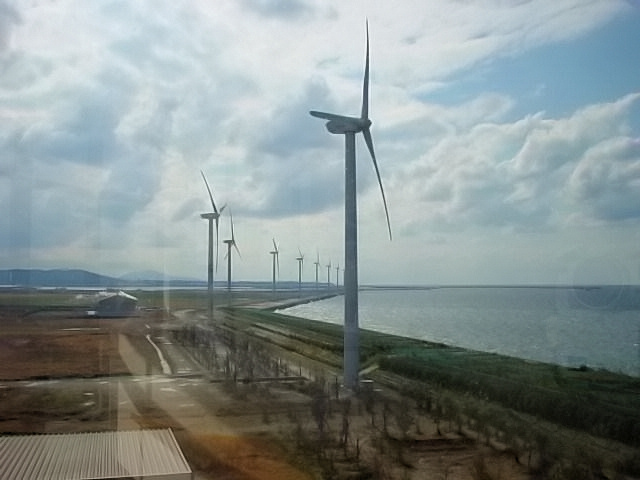
北九州市若松の風力発電機

風力発電機メーカー一覧では、風力原動機を製造する企業について記述する。

## 主なメーカー
2007年頃にはベスタス、エネルコン、ガメサ・エオリカ、GEの4社で、世界の風力発電機の3/4が販売されていた 。
- ベスタス（デンマーク） - 2018年シェア1位[3]
- Goldwind（中国） - 2位
- ゼネラル・エレクトリック  (米国) - 3位
- シーメンスガメサ・リニューアブル・エナジー(欧州） - 4位、ガメサ・エオリカとシーメンス の風力事業が2017年統合された。
- Envision Energy（中国） - 5位
- エネルコン  (ドイツ) - 以下は順不同
- JE Wind(日本)日本で唯一のMW級風力発電メーカー
- Acciona Energy  (スペイン)
- Avantis Ltd.  (ドイツ)
- Clipper Windpower  (米国)
- 中船重工（重慶）海装風電設備  (中国)
- 駒井ハルテック（日本）300kW級中型機を製造
- Nordex（英語版）  (ドイツ)
- スズロン（インド）

### 小型中心のメーカー
- ループウイング株式会社 (日本)
- ゼファー株式会社（日本）
- Hi-VAWT株式会社（台湾）

## かつて生産していたメーカー
- 三菱重工業 - ベスタスとの合弁企業で洋上風力専業のMHIベスタスを通じた体制に移行した。
- 日立製作所 - 2012年7月富士重工業の風力発電システム事業を買収[4]したが2019年には撤退した[5]。
- 日本製鋼所 - 2016年製造中止、2019年撤退発表。
- Southwest Windpower(米国) - 2013年廃業
- Scanwind (ノルウェー)
- Senvion（旧REpower Systems） (ドイツ) ：2007年から2015年までスズロンに買収されていた。破産後2019年には一部事業をシーメンスガメサ・リニューアブル・エナジーが買収決定した[6]。